# Deronectes kinzelbachi
Deronectes kinzelbachi är en skalbaggsart som beskrevs av Hans Fery och Hosseinie 1998. Deronectes kinzelbachi ingår i släktet Deronectes och familjen dykare. Inga underarter finns listade i Catalogue of Life.